# Famille van Houten
Pour les articles homonymes, voir Van Houten.
 (avril 2024).
Si vous disposez d'ouvrages ou d'articles de référence ou si vous connaissez des sites web de qualité traitant du thème abordé ici, merci de compléter l'article en donnant les références utiles à sa vérifiabilité et en les liant à la section « Notes et références ».
La famille van Houten est une famille fictive de la série animée télévisée Les Simpson. Elle est composée du père, Kirk, de la mère Luann et de leur fils Milhouse. Des trois personnages, Milhouse est celui qui, dans la série, a le rôle prépondérant de toute la famille. Les trois personnages ont la même apparence : des cheveux bleu cobalt, des lunettes en cul de bouteille et un énorme nez rond. Le fait que les parents Van Houten se ressemblent a donné lieu à plusieurs gags laissant entendre qu'ils puissent être consanguins.

## Milhouse
Milhouse Mussolini van Houten est le meilleur ami de Bart Simpson et on le distingue principalement à cause de sa myopie l'obligeant à porter des lunettes correctrices. Il est constamment entraîné par Bart dans des aventures peu recommandables.

## Kirk
Kirk van Houten a travaillé à l'usine de biscuits de son beau-père, dans la gestion. Il est myope et souffre de calvitie (Milhouse lui ressemble beaucoup à l'âge adulte, dans les épisodes qui se déroulent dans le futur). Dans la version française de France, il parle avec un accent bruxellois et termine souvent ses phrases par l'expression « une fois ». Il a un frère nommé Norbert (Zack) van Houten qui est danois. Kirk ne l'aime pas vraiment. Son père apparaît dans un épisode et on apprend qu'il a été divorcé et remarié. Sa mère apparaissant dans un épisode, vit dans un appartement.
Kirk et Luann ont divorcé (épisode Un Milhouse pour deux). Lorsque Luann s'en va, Kirk subit les conséquences d'une compression d'effectifs. Il choisit alors de vivre en communauté et tente une nouvelle carrière d'auteur-compositeur-interprète. Sa démo, Prête-moi une émotion (Canada) Puis-je emprunter un sentiment (France), rend Homer absolument hilare face à tant de ringardise. Kirk a depuis été dépeint comme l'homme d'âge moyen hors circuit. Milhouse a une fois affirmé que son père était dans l'US Army et qu'il était diplômé de Gudger College. Dans l'épisode Serial piégeurs, il se remet avec sa femme, Luann.

## Luann
Luann Nana Mussolini a 44 ans, est née à Shelbyville et est d'origine italienne. Elle apparaît rarement dans les épisodes et la plupart du temps pour empêcher Milhouse de sortir traîner avec Bart. Elle consacre sa liberté due à son divorce à son rôle de maman et vit le plus simplement possible. Luann est sortie avec le gladiateur américain Pyro, mais a été prise en faute avec son meilleur ami Gyro.
Dans l'épisode de la rupture entre Luann et Kirk, Un Milhouse pour deux, épisode 6 de la saison 8, on apprend qu'elle n'a pas de vrais sourcils et qu'elle en met des faux. Contrairement à Milhouse et Kirk qui ont des lunettes rouges, les siennes sont orange. Son père, Benito Mussolini, qui est le directeur de l'usine familiale de biscuits, et sa mère, Nana Sophia Mussolini, ont eu deux autres enfants : un fils (Bastardo) ainsi qu'une autre fille.

## Norbert van Houten
L'oncle de Milhouse. Branche Danoise de la famille van Houten, ce qui doit être le frère de Kirk. Aventurier et intrépide, à l'opposé de son neveu.